# إدي دينيس
إدي دينيس (بالإنجليزية: Eddie Denis)‏ هو لاعب كرة الماء أسترالي، ولد في 14 أكتوبر 1970.

## وصلات خارجية
- إدي دينيس على موقع الاتحاد الدولي للسباحة (الإنجليزية)
- إدي دينيس على موقع اللجنة الأولمبية الدولية (الإنجليزية)
- إدي دينيس على موقع أوليمبيديا (الإنجليزية)
- إدي دينيس على موقع اللجنة الأولمبية الأسترالية (الإنجليزية)